# Liste des longs métrages afghans proposés à l'Oscar du meilleur film international
Cet article présente la liste des longs métrages afghans proposés à l'Oscar du meilleur film international.

## Films proposés par l'Afghanistan
| Année (Cérémonie) | Titre français                     | Titre original              | Langue(s)                             | Réalisateur           | Résultat                      |
| ----------------- | ---------------------------------- | --------------------------- | ------------------------------------- | --------------------- | ----------------------------- |
| 2003 (75e)        | FireDancer (en)                    | FireDancer (en)             | dari, anglais                         | Jawed Wassel          | Non nommé                     |
| 2004 (76e)        | Osama                              | أسامة                       | dari                                  | Siddiq Barmak         | Non nommé                     |
| 2005 (77e)        | Terre et Cendres                   | خاکستر و خاک                | dari, pachto                          | Atiq Rahimi           | Non nommé                     |
| 2009 (81e)        | Opium War                          | جنگ تریاک                   | dari, anglais                         | Siddiq Barmak         | Non nommé                     |
| 2010 (82e)        | 16 Days in Afghanistan (en)        | 16 Days in Afghanistan (en) | pachto, anglais, dari                 | Anwar Hajher (en)     | Non nommé                     |
| 2011 (83e)        | The Black Tulip (fa)               | لاله سیاه                   | dari, pachto, anglais, arabe, italien | Sonia Nassery Cole    | Non nommé,                    |
| 2013 (85e)        | Syngué sabour. Pierre de patience  | سنگ صبور                    | persan                                | Atiq Rahimi           | Non nommé                     |
| 2014 (86e)        | Wajma                              | وژمه                        | dari                                  | Barmak Akram          | Non nommé                     |
| 2015 (87e)        | Quelques mètres cubes d'amour (fa) | چند متر مکعب عشق            | persan, dari                          | Jamshid Mahmoudi (fa) | Non nommé                     |
| 2016 (88e)        | Utopia                             | آرمان شهر                   | dari, anglais, hindi, persan          | Hassan Nazer          | Disqualifié                   |
| 2017 (89e)        | Raftan (fa)                        | رفتن                        | persan, dari                          | Navid Mahmoudi (fa)   | Retiré de la liste définitive |
| 2018 (90e)        | A Letter to the President (fa)     | نامه‌ای به رییس‌جمهور         | dari                                  | Roya Sadat            | Non nommé                     |
| 2019 (91e)        | Rona, madar-e Azim (fa)            | رونا مادر عظیم              | persan, dari                          | Jamshid Mahmoudi (fa) | Non nommé                     |
| 2020 (92e)        | Hava, Maryam, Ayesha (fa)          | حوا، مریم، عایشه            | persan, dari                          | Sahraa Karimi         | Disqualifié                   |